# Box Canyon
Box Canyon – jednostka osadnicza w Stanach Zjednoczonych, w stanie Teksas, w hrabstwie Val Verde.